# King Kong (Bobbejaanland)
King Kong is een King Kong-attractie in het Belgische attractiepark Bobbejaanland en staat in het themagebied Adventure Valley.
De attractie opende in 2009 en was hiermee een wereldprimeur. De attractie bestaat uit een grote gorilla, King Kong, die een tramstel optilt waarin bezoekers plaatsnemen. Inzittenden worden omhooggebracht naar een hoogte van 12,5 meter, waarna de attractie gaat schudden. Er kunnen per rit 24 personen plaatsnemen.
De gehele attractie is afkomstig van diverse fabrikanten. De techniek is afkomstig van HUSS Park Attractions en de decoratie van Heimotion.

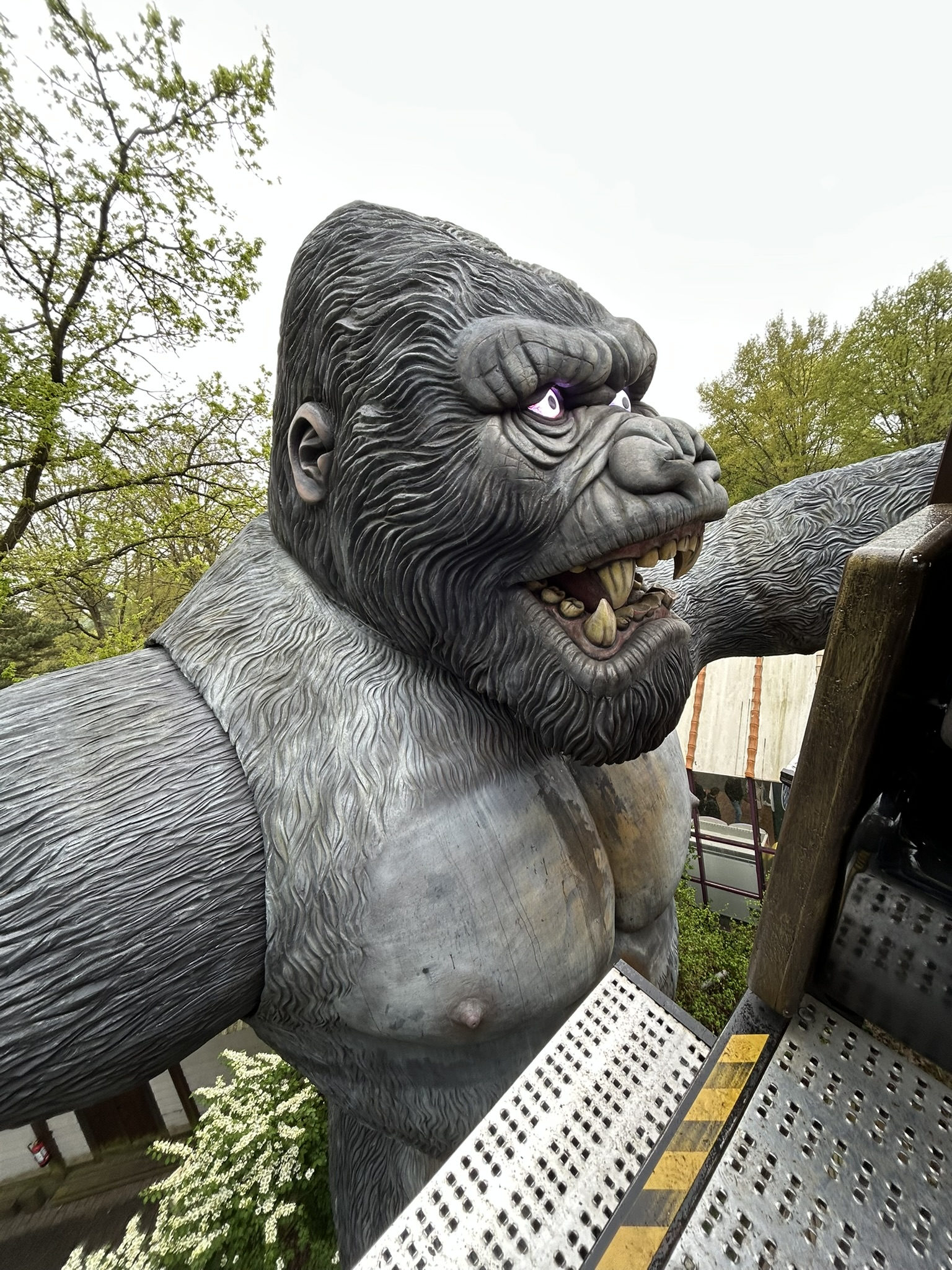
De King Kong gefotografeerd in de attractie

De attractie is gelegen in het themagebied Adventure Valley vlak voor de ingang van het Bananabos, de voormalige Hall 2000, waarin Banana Battle en de achtbaan Revolution te vinden zijn. In eerste instantie moest de attractie al in 2008 openen, maar door problemen met de ontwikkeling opende die een jaar later.

## Trivia
- Tijdens het Wereldkampioenschap voetbal in 2014 kreeg de attractie een rood shirt aan met de vlag van België. Voor dit shirt is 60 meter stof gebruikt en het kostte 2 uur om de aap het shirt aan te doen.[3]

Afbeeldingen